# Town of Pines
Town of Pines – miasto w Stanach Zjednoczonych, w stanie Indiana, w hrabstwie Porter.